# Quint Tituri Sabí
Quint Tituri Sabí (en llatí Quintus Titurius Sabinus) va ser un legat de Juli Cèsar a la Gàl·lia.
És mencionat en la campanya de Cèsar a la Gàl·lia Belga l'any 57 aC. El 56 aC Cèsar el va enviar amb tres legions contra els unels, els curiosolites i els lexovis (a la moderna Normandia) dirigits per Viridovix, als que va derrotar i va sotmetre.
El 54 aC Sabí i Luci Aurunculeu Cotta van passar l'hivern al territori dels eburons amb una legió i cinc cohorts; al cap de 15 dies d'estatge, van ser atacats per Ambiòrix i Cativolcus que havien iniciat una rebel·lió. Cotta es volia defensar al campament, però Sabí considerava la defensa impossible i volia evacuar confiat en el salva conducte ofert per Ambiòrix. Per no trencar la concòrdia, Cotta va accedir i els romans van caure en un parany dels gals; Cotta va ser ferit durant el combat, però va seguir lluitant i va refusar negociar amb els gals. Finalment ell mateix, Sabí i la major part dels seus soldats van morir a mans dels gals a la batalla del Jeker.